# Воїн Селіфонтов
Во́їн Селіфо́нтов (бл. 1656 — після 1659, Харків) — воєвода Московського царства. Перший Харківський воєвода.
1656 року цар направив Селіфонтова до Харкова для «міського будівництва». Одні з перших згадок про будівництво Харківської фортеці відносяться до 1654 й 1655 років. Як указував сам воєвода в листі царю, фортецю побудовано за «черкаським звичаєм», натомість нову фортецю Селіфонтов почав будувати за московськими стандартами.
Селіфонтов уважається за одну з перших історично достовірних осіб, причетних до заснування міста Харкова.

## Смерть
Про смерть Воїна Селіфонтова нема достовірних відомостей, відомо тільки, що це трапилось після 1659 року.